# Cartman és a szerelem
A Cartman és a szerelem (Cartman Finds Love) a South Park című amerikai animációs sorozat 230. része (a 16. évad 7. epizódja). Elsőként 2012. április 25-én sugározták az Egyesült Államokban. Magyarországon 2012. november 6-án mutatta be a magyar Comedy Central.
Ebben az epizódban egy új, fekete kislány kerül az általános iskolába, Cartman pedig a fejébe veszi, hogy összehozza őt Tokennel, mert úgy gondolja, a feketék összetartoznak.

## Cselekmény
|  | Alább a cselekmény részletei következnek! |

Mikor a fiúk megtudják, hogy egy új lány, Nichole érkezett az iskolába, aki a pompomlánycsapathoz is csatlakozott, meglepődnek, amikor meglátják, hogy fekete. Cartman azonnal közli, hogy szerinte ő és Token egy pár. Token tiltakozik, Cartman viszont mindenáron megpróbálja összehozni őket, mert úgy véli, a fiú csak félénk. Elmegy a lányokhoz, akiknek elmondja, hogy Token szereti Nichole-t, neki viszont igazából Kyle tetszik. Mikor ezt Cartman megtudja, feldühödik, és azt hazudja Nichole-nak, hogy ő és Kyle melegek. Ezután bezárja éjszakára Nichole-t és Tokent a fiúöltözőbe. A terv úgy tűnik, bevált, mert ők ketten közel kerültek egymáshoz, aminek Cartman képzeletbeli barátja, a rá emlékeztető puttószerű Ámor Én is nagyon örül. Közben Kyle teljesen felvillanyozódik, hogy tetszik Nichole-nak, nem is sejtve, hogy a lányok melegnek hiszik.
Egy idő után Kyle is megtudja, hogy mik történtek a háta mögött, és összeverekszik Cartmannel, akit lerasszistáz. Cartman szerint azonban az az élet törvénye, hogy az azonos rasszú emberek összetartoznak. A vacsoránál viszont Nichole-lal közli az apja, hogy attól, hogy fekete, még nem kell más feketékkel randiznia. Nichole szerint a kapcsolata Tokennel pusztán csak fura véletlen, ám aznap este egy olyan plüssmackót talál az ágyán (melyet Cartman helyezett oda), melyen a "mert a feketék összetartoznak" felirat található, ezért másnap szakít vele. Cartman rendkívül szomorú lesz, és dühében összeveri egy baseballütővel Ámor Ént. Furcsa módon egy hashajtóreklámtól kap új erőre, és ismét Ámor Én segítségét kéri.
Mikor megtudja, hogy Nichole és Kyle elmentek a Denver Nuggets és a Los Angeles Clippers kosármeccsére, kétségbeesik és ő is odamegy. A kivetítőn keresztül mond egy beszédet arról, hogy ki kell tartania a párkapcsolatoknak, és ne a társadalom szabja meg, hogy kivel lehetnek együtt. Ráadásul nagy nyilvánosság előtt ismét melegnek mondja magát és Kyle-t, majd egy szerelmes dalt is énekel neki. Token és Nichole rendezik a kapcsolatukat és újra összejönnek, viszont Cartman is megkapja a magáét, mert Ámor Én a rettenetes szájszagú Stacy Mullenberggel hozza őt össze.

## Érdekességek
- Mr. Garrison ebben az epizódban történelemóra címén a "Trónok harca" családi viszonyait tanítja a diákoknak.